# UBE2B
UBE2B‏ (Ubiquitin conjugating enzyme E2 B) هوَ بروتين يُشَفر بواسطة جين UBE2B في الإنسان.